# Pyöreäluoto (ö i Norra Karelen, Joensuu, lat 63,20, long 29,52)
Pyöreäluoto är en ö i Finland.   Den ligger i sjön Pielisjärvi och i kommunen Juga i den ekonomiska regionen  Joensuu ekonomiska region  och landskapet Norra Karelen, i den sydöstra delen av landet, 400 km nordost om huvudstaden Helsingfors.